# 陽侯人麻呂
陽侯 人麻呂（やこ の ひとまろ、生没年不詳）は、奈良時代の官人。姓は史（毘登）のち忌寸。但馬守・陽侯真身の子。官位は外従五位下・豊前介。

## 経歴
天平感宝元年（749年）東大寺大仏建立に際して、令珍ら兄弟3人と共に銭千貫を貢進し、人麻呂は従八位下から外従五位下に叙せられている。
その後、神護景雲2年（768年）一族の男女63名とともに史（毘登）姓から忌寸姓に改姓している。
宝亀8年（777年）正月25日、市正 となり、宝亀11年（780年）3月、吉田古麻呂の後任の豊前介に任じられている（この時、同時に豊前守に任じられているのは小野滋野）。以降の事績については知られていない。

## 官歴
『続日本紀』による。
- 時期不詳：従八位下
- 天平感宝元年（749年） 5月5日：外従五位下
- 神護景雲2年（768年）3月9日：史（毘登）姓から忌寸姓に改姓
- 宝亀8年（777年） 正月25日：市正
- 宝亀11年（780年） 3月17日：豊前介